# Catherine Day
Catherine Day (Dublino, 16 giugno 1954) è un'economista irlandese, Segretario generale della Commissione europea dal 2005 al 2015. È stata la prima donna a ricoprire tale carica.

## Carriera
Laureatasi in economia e politica all'University College di Dublino, Day lavorò inizialmente nel settore bancario in Irlanda. Dal 1975 si occupò della Comunità Economica Europea per conto dell'associazione degli industriali irlandesi.
Nel 1979 Day venne assunta dalla Commissione europea come funzionaria all'interno della Direzione Generale per il mercato interno. Dal 1982 al 1996 Day ha fatto parte dei gabinetti di numerosi commissari europei, come Richard Burke, Peter Sutherland e Leon Brittan, occupandosi tra l'altro di concorrenza e delle relazioni esterne dell'Unione europea.
Promossa al rango di direttore all'interno della DG Relazioni esterne, come direttore della DG Allargamento tra 1997 e 2000 lavorò alla preparazione dell'allargamento dell'Unione avvenuto nel 2004. Dopo un ritorno alla DG Relazioni esterne, nel 2002 Day venne nominata direttore generale della DG Ambiente. Il 10 novembre 2005 Day è stata nominata da José Manuel Barroso Segretario generale della Commissione europea. È la prima donna a ricoprire tale carica.
Il 24 giugno 2015 annuncia il suo pensionamento a partire dal 1º settembre dello stesso anno. Viene sostituita da Alexander Italiener, allora Direttore Generale della DG Concorrenza della Commissione europea.